# Анисарова, Людмила Анатольевна
Людмила Анатольевна Анисарова (род. 24 ноября 1961 года, г. Кронштадт, СССР) — русская писательница, автор биографической литературы и женской прозы.

## Биография
Людмила Анисарова родилась в Кронштадте, в семье военнослужащего. Окончила факультет русского языка и литературы Рязанского государственного педагогического института им. С. А. Есенина.
Вышла замуж за офицера военно-морского флота, много лет прожила в маленьком военном городке на Крайнем Севере. Работала воспитателем в детском саду, библиотекарем, инструктором по культурно-массовой работе, радиоредактором, учителем в средней школе. В начале 1990-х с семьёй вернулась в Рязань. В 1998 году защитила диссертацию кандидата педагогических наук по теме «Методика обучения основам риторики в техническом вузе». В настоящее время преподаёт в Рязанском Свободном лицее.
Публиковаться в издательстве АСТ начала в конце 1990-х, писала женскую любовную прозу. В 2005 году заинтересовалась личностью своего земляка, моряка и писателя-мариниста А. С. Новикова-Прибоя. Написала биографическую книгу о нём, которая была издана в 2012 году в серии «Жизнь замечательных людей».

В серию ЖЗЛ можно легко попасть, последовательно осуществив ряд действий. Во-первых, выбрать героическую личность, которая интересна не только тебе, а достаточно широкому кругу людей. Во-вторых, серьёзно и глубоко погрузиться в жизнь этого человека. А это значит — много-много часов провести в архивах. Это значит перечитать горы книг, перелопатить сотни публикаций. В-третьих, не утонуть в добытом материале, а суметь им распорядиться. В-четвёртых (а может быть, во-первых?), надо всем этим заниматься, будучи твёрдо уверенным, что ты не графоман, что ты владеешь словом. И ещё. Чтобы всё получилось — надо любить своего героя.
— Людмила Анисарова
2014 г. – лауреат премии Рязанской области имени Я.П. Полонского в области литературы.
В 2016 году в издательстве "Вече" (г. Москва) в серии "Победы и герои русского флота" издано документально-художественное повествование "Вице-адмирал В.М. Головнин".
24 ноября 2016 г. – награждена памятным знаком губернатора Рязанской области "Благодарность от Земли Рязанской".
2018 г. – лауреат второй премии Рязанской области имени академика И.И. Срезневского.
2021 г. – награждена знаком губернатора Рязанской области "125 лет со дня рождения Сергея Есенина".
28 сентября 2024 года в Рязанской областной универсальной научной библиотеке имени Горького в рамках X Межрегионального фестиваля национальной книги "Читающий мир" состоялась презентация книги Людмилы Анисаровой "Благословенная Раифа. Непридуманное". Это – книга-исповедь о посланном семье автора испытании, об обретении и укреплении веры, о паломнических поездках в Раифский монастырь и главной святыне обители – чудотворном образе Божией Матери "Грузинская". Книга допущена к распространению Издательским советом Русской Православной Церкви.

## Избранная библиография
- Благословенная Раифа : Непридуманное. – Москва : Сибирская Благозвонница, 2024. – 414, [1] с. : ил. – ISBN 978-5-00127-476-6.
- Вице-адмирал Головнин. Открывший миру Страну восходящего солнца. – Москва : Вече, 2016. – 349, [2] с., [16] л. ил., портр. – (Победы и герои русского флота). – ISBN 978-5-4444-5211-0.
- Новиков-Прибой. – Москва : Молодая гвардия, 2012. – 341, [2] с., [16] л. ил., портр. – (Жизнь замечательных людей : ЖЗЛ : серия биографий; Вып. 1567 (1367)). – ISBN 978-5-235-03523-2.
- Пусть душа потрудится : рассказы. – Рязань : Коняхин А.В. (Book Jet), 2021. – 175 с. : цв. портр. – ISBN 978-5-907400-79-5.
- Пусть душа потрудится : рассказы. – Москва: Литрес, 2023. – 130 с., [1] ил. – URL: https://www.litres.ru/book/ludmila-anisarova-32856337/pust-dusha-potruditsya-70118203/ (дата публикации: 19.12.2023). – Режим доступа : сервис электронных и аудиокниг «Литрес». – Текст : электронный.
- Полевые ромашки : рассказы. – Рязань : Зёрна-Слово, 2013. – 141 с. – ISBN 978-5-905793-23-3.
- Среди людей : рассказы. – Рязань : Русское слово, 2010. – 71 с. – ISBN 978-5-89877-187-4.
- Куба, любовь моя… : роман. – Рязань : Поверенный, 2007. – 148 с. – ISBN 5-93550-164-8.
- Куба, любовь моя… : роман. – Москва : Литрес, 2023. – 140 с., [1] ил. – ISBN 978-5-532-90851-2. – URL: https://www.litres.ru/book/ludmila-anisarova-32856337/kuba-lubov-moya-70093789/ (дата публикации: 12.12.2023). – Режим доступа : сервис электронных и аудиокниг «Литрес». – Текст : электронный.
- Ненаписанное, или Страница ниоткуда : рассказы. – Москва: АСТ [и др.], 2006. – 251, [2] с. – (Русский романс). – ISBN 5-17-033838-4.
- Сценарии музыкально-поэтических спектаклей для школьников. – Москва : АСТ [и др.], 2004. – 190, [1] с. : портр. – ISBN 5-17-026196-9.
- Вы способны улыбнуться незнакомой собаке? : роман в четырех временах года. – Москва : АСТ [и др.], 2004. – 350, [1] с. ; 17 см. – (Русский романс). – ISBN 5-17-023887-8.
- Вы способны улыбнуться незнакомой собаке? : роман в четырех временах года. – Москва : АСТ [и др.], 2004. – 349, [1] с. ; 21 см. – (Русский романс). – ISBN 5-17-021719-6.
- Мы ещё не знаем... : рассказы. – Рязань : Поверенный, 2001. – 152 с. – ISBN 5-93550-014-0.
- Знакомство по объявлению : рассказы и стихи о любви и не только… – Москва : АСТ, 2002. – 301, [1] с. ; 17 см. – (Русский романс). –                     ISBN 5-17-016195-6.
- Знакомство по объявлению : рассказы и стихи о любви и не только… – Москва : АСТ, 2000. – 301, [1] с. ; 17 см. – ISBN 5-237-05418-8.
- Знакомство по объявлению : рассказы и стихи о любви и не только… – Москва : АСТ, 1999. – 376, [1] с. ; 21 см. – ISBN 5-237-03567-1.